# ليون تالون
ليون تالون (بالفرنسية: Léon Tallon)‏ (مواليد 1908) هو سبّاح فرنسي، مثّل بلاده في الألعاب الأولمبية الصيفية 1928.

## روابط خارجية
ليون تالون على موقع اللجنة الأولمبية الدولية (الإنجليزية)
- ليون تالون على موقع أوليمبيديا (الإنجليزية)